# Port lotniczy Rene Mouawad
Port lotniczy Rene Mouawad – port lotniczy wojskowo-cywilny położony niedaleko miasta Al-Kulajat, w północnym Libanie, 6 kilometrów od granicy libańsko-syryjskiej. Jest używany przez Libańskie Siły Powietrzne. Powstał w 1966 jako baza lotnicza.